# Jean-Pierre-Victor André
Jean-Pierre-Victor André, né en 1790 et mort en 1851, est un industriel français. Il est un des précurseurs de l'industrie de la fonte d'art.

## Histoire

### Débuts
D'abord adjudicataire de la fourniture des tuyaux de la ville de Paris
, il a été également régisseur des forges de Brousseval et Thonnance-lès-Joinville
.

### Le maître de forges
Il crée en 1836 à Osne-le-Val

, sur le site d'un ancien prieuré, une fonderie spécialisée dans la production de mobilier urbain et de fonte décorative qui deviendra la plus importante fonderie d'art de France sous la marque Val d'Osne.